# Dillkött

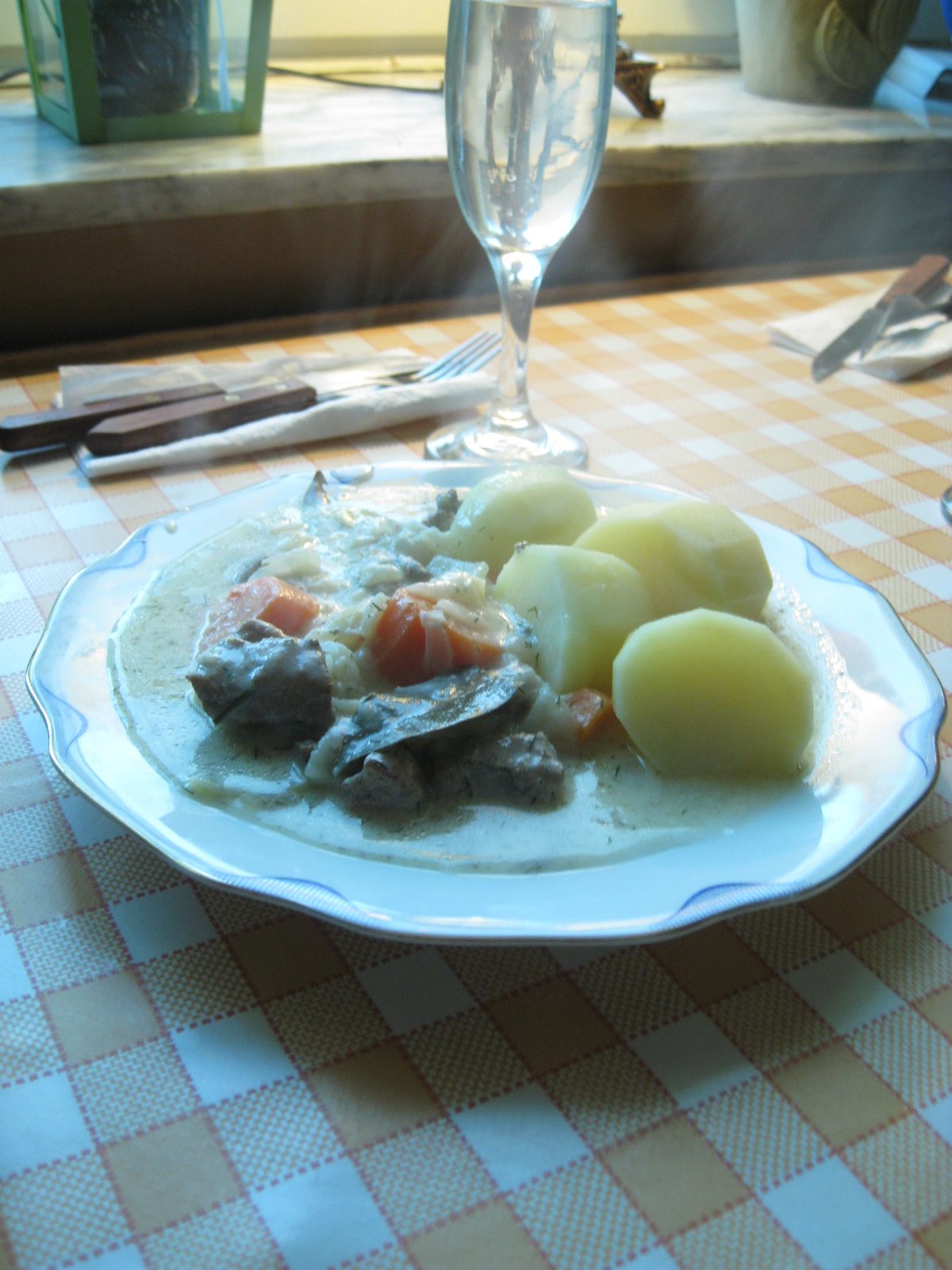
Dillkött

Dillkött är ett långkok (gryta) på köttbitar, oftast lamm- eller kalvkött som smaksatts med dill och ättiksprit.